# Shorewood (Illinois)
Shorewood es una villa ubicada en el condado de Will en el estado estadounidense de Illinois. En el Censo de 2010 tenía una población de 15615 habitantes y una densidad poblacional de 764,42 personas por km².

## Geografía
Shorewood se encuentra ubicada en las coordenadas 41°31′3″N 88°12′55″O / 41.51750, -88.21528. Según la Oficina del Censo de los Estados Unidos, Shorewood tiene una superficie total de 20.43 km², de la cual 20.13 km² corresponden a tierra firme y (1.45%) 0.3 km² es agua.

## Demografía
Según el censo de 2010, había 15615 personas residiendo en Shorewood. La densidad de población era de 764,42 hab./km². De los 15615 habitantes, Shorewood estaba compuesto por el 87.7% blancos, el 5.28% eran afroamericanos, el 0.2% eran amerindios, el 1.74% eran asiáticos, el 0.04% eran isleños del Pacífico, el 3.25% eran de otras razas y el 1.77% pertenecían a dos o más razas. Del total de la población el 10.77% eran hispanos o latinos de cualquier raza.